# Nena, no me des tormento
Nena, no me des tormento es una revista musical estrenada en 1971. Cuenta con libreto de Eduardo Arana y Giménez y música de José Dolz Montesinos.

## Argumento
En tono humorístico cuenta las peripecias de un hombre de edad madura que, al enviudar, intenta rehacer su vida con alguna de las muchas mujeres que se le acercan con fines amorosos. Sin embargo, todas ellas deberán lidiar con una hija celosa de la castidad del padre que lucha sin cuartel por mantener alejadas a todas las pretendientes a futura madrastra.

## Montajes
Producida por Matías Colsada, se estrenó en el Teatro La Latina de Madrid el 17 de diciembre de 1971. Encabezaron el cartel Juanito Navarro y Lina Morgan, como padre e hija, acompañados por Linda Ross, Tito Medrano y Malena Algora.
En junio de 1972 se transifiró al Teatro Apolo de Barcelona, siendo en esta ocasión asumido el papel de Lina Morgan por la debutante Paloma Hurtado.